# XerxesDZB
El XerxesDZB es un equipo de fútbol neerlandés de Róterdam que juega en la Eerste Klasse, la sexta división de fútbol en el país.

## Historia
Fue fundado en Róterdam en 1904 con el nombre RFC Xerxes y en 1907 gana su primer título a nivel regional. En 1931 logra el ascenso al Campeonato de los Países Bajos por primera vez en su historia en donde enfrentó a equipos como el Feyenoord, Sparta Rotterdam, ADO Den Haag y Blauw Wit Amsterdam.
Durante el periodo aficionado el club se mantuvo en un nivel constante, pero al llegar el nivel profesional a los Países Bajos empezó a bajar su nivel, al punto de que en 1960 pierde el estatus de equipo profesional, aunque dos años después recupera ese nivel.
En 1966 llega por primera vez a la Eredivisie, donde termina esa temporada en 10º lugar, pero por problemas que afectaron al club como la pérdida de su sede (se construyó un hospital en el terreno del club) y la pérdida de su principal patrocinador hicieron que el club se fusionara con el DHC Delft para crear al Xerxes/DHC'64, club que se disolvió por la pérdida de interés de los aficionados del Delft.
En 1968 el club es refundado con su nombre original en la cuarta división, ganando el título de la categoría en 1969, logrando ascensos consecutivos que lo llevaron en poco tiempo a la segunda categoría, pero no pudieron lograr ascender a la Eredivisie en esos años.
En 1990 el club vuelve a pasar por problemas financieros que lo llevaron a abandonar su estadio por segunda ocasión y se vieron forzados a fusionarse con el DZB Zevenkamp y dar origen al club actual el 1 de julio de 2000.

## Palmarés
- Campeonato de Róterdam: 2

1907, 1911
- Campeonato del Sur de Holanda: 1

1931
- Eerste Klasse: 1

1970
- Vierde Klasse: 1

1969

## Jugadores

### Jugadores destacados
| - Wim Lagendaal - Faas Wilkes - Coen Moulijn - Willem van Hanegem | - Hans Dorjoe - Eddy Treitel - Rob Jacobs - Royston Drenthe |